# Iserlohner Kreisbahn
Die Westfälische Kleinbahnen AG, ab 27. Juli 1942 Iserlohner Kreisbahn AG, war ein Nahverkehrsunternehmen im Kreis Iserlohn und der damals kreisfreien Stadt Iserlohn. Es führte zwischen dem 5. August 1900 und dem 15. Dezember 1964 auf einem mit 700 Volt, später 600 Volt betriebenen meterspurigen Netz Personennahverkehr und Güterverkehr sowie bis 1975 auch Busverkehr durch.

## Geschichte
Die Planungen für eine Straßenbahn zwischen Iserlohn und Letmathe gehen auf das Jahr 1898 zurück. Seit diesem Jahr wurden Verhandlungen mit der Lokalbahn-Bau und Betriebsgesellschaft Hildemann & Co geführt. Als dieses Unternehmen von der Continentalen Eisenbahn-Bau- und Betriebs-Gesellschaft Berlin übernommen worden war, führte man die Verhandlungen mit dieser weiter. Am 20. April 1898 beantragte der Kaufmann Fricke aus Bochum eine Konzession für den Bau und Betrieb der Strecken von Hagen über Hohenlimburg und Hemer nach Höcklingsen und von Schwerte nach Iserlohn.
Nachdem er diese erhalten hatte, gründete er zusammen mit einigen Industriellen, Bankiers und einem Anwalt am 25. Januar 1899 die Westfälischen Kleinbahnen AG (WK). Da man plante, sowohl die Bahn, als auch private und industrielle Abnehmer mit Strom zu versorgen, baute man neben der eigentlichen Straßenbahn auch ein Elektrizitätswerk. Der erste Abschnitt wurde von der Actiengesellschaft Electrizitätswerke vorm. O. L. Kummer & Co aus Niedersedlitz bei Dresden gebaut. Da die Firma den Ausbau nicht in angemessener Art und Weise durchgeführt hatte und zudem 1901 Konkurs anmelden musste, wurde dieser Abschnitt für die Westfälischen Kleinbahnen AG schon bald zum Sanierungsfall. Konzessioniert waren diese Strecken zunächst als straßenbahnähnliche Kleinbahnen, die späteren Strecken als elektrische Straßenbahn.
Ab 1906 war das RWE Hauptaktionär geworden, dann gingen die Anteile der Bahngesellschaft bis 1935 völlig an den Kreis und die Stadt Iserlohn über. Die Umbenennung in Iserlohner Kreisbahn AG folgte allerdings erst sieben Jahre später, am 28. Juli 1942.

## Streckennetz
Am 5. August 1900 wurde die Linie von Hohenlimburg nach Westen bis zur Stadtgrenze von Hagen eröffnet. Am 4. März 1901 wurde der Abschnitt von Letmathe über Grüne, wo sich der Betriebsbahnhof und das Kraftwerk befanden, nach Iserlohn Ost eingeweiht. Am 10. März 1901 erhielt diese rund 7,6 Kilometer lange Strecke einen circa 3,2 Kilometer langen Abzweig von Grüne in südlicher Richtung bis nach Nachrodt. Im Jahr 1902 wurde die älteste Strecke durch die Hagener Straßenbahn AG an das Hagener Netz angeschlossen, jedoch 1911 an diese verkauft, weil kein durchgehender Betrieb mit dem übrigen Netz möglich war. Am 24. Dezember 1902 begann in Iserlohn der Betrieb auf einer rund zwei Kilometer langen Stadtlinie vom Bahnhof Iserlohn Ost über den Kaiserplatz und die Unnaer Straße zur Hagener Straße. Da diese Strecke unrentabel war, wurde sie am 20. Oktober 1915 wieder eingestellt.
In den folgenden Jahren wurden weitere Abschnitte eröffnet:
| Eröffnungsdatum       | Strecke                                            | Länge   |
| 17. Dezember 1905     | Hohenlimburg, Lennebrücke – Letmathe               | 4,35 km |
| 28. Dezember 1908     | Bahnhof Iserlohn Ost – Iserlohn, Buchenwäldchen    | 0,54 km |
| 26. März 1909         | Iserlohn-Buchenwäldchen – Westig – Hemer, Amtshaus | 3,64 km |
| 3. August 1911        | Hemer, Amt – Niederhemer                           | 1,83 km |
| 18. Mai 1912          | Niederhemer – Höcklingsen                          | 0,95 km |
| 31. Juli 1912         | Hemer, Amt – Sundwig, Post                         | 1,04 km |
| 10. Dezember 1912     | Nachrodt – Einsal – Helbecke                       | 3,68 km |
| 18. Juli 1913         | Westig – Ihmert                                    | 6,71 km |
| 11. November 1913     | Sundwig, Post – Deilinghofen                       | 2,05 km |
| 20. / /30. Juni 1917  | Ihmert – Tütebelle – Evingsen                      | 3,9 km  |
| 5. November 1918      | Evingsen – Pleuger                                 | 1,5 km  |
| 4./11. Dezember 1919  | Pleuger – Nette, Schule                            | 3,5 km  |
| 27. Juni 1920         | Pleuger – Fuleck                                   | 1,25 km |
| 6./8. / Dezember 1921 | Fuleck – Dahle                                     | 1,42 km |
| 15. Dezember 1926     | Nette, Schule – Markaner (Märkischer Hof)          | 0,7 km  |
| 4. März 1927          | Markaner – Linscheid (Altena Gbf)                  | 0,7 km  |
| 13. Juli 1927         | Güterbahn Evingsen, Springer Weg – Springen Bf     | 0,55 km |

Anmerkungen: 
1. ↑  Personenverkehr, Güterverkehr erst ab November 1914
2. ↑  Personenverkehr, Güterverkehr erst ab 4. März 1927

Auf den Strecken fand teilweise auch schon vor der offiziellen Eröffnung Verkehr statt.
Insgesamt gab es mindestens 57 Gleisanschlüsse, deren Länge 1922 5,842 km, 1946 6,605 km betrug.
Teilweise hatten Fabriken keine eigenen Ladegleise, die Wagen wurden auf der Straße abgestellt, in den Steigungsstrecken gab es an den entsprechenden Stellen Schlaufen in den Bordsteinen, an denen die Wagen festgemacht wurden.

## Elektrische Kleinbahn Westig – Ihmert – Altena – Dahle
| Streckenlänge: | 12,1 km               |                      |                      |
| Spurweite: | 1000 mm (Meterspur)   |                      |                      |
| Stromsystem: | 700 V, später 600 V = |                      |                      |
| Maximale Neigung: | 40 ‰                  |                      |                      |
| |                       |                      |                      |
| \| \| \| von Hemer \| \| \| \| 00,0 \| Westig Klb \| 233 m \| \| \| 00,2 \| Westig Bhf \| Westig Bhf \| \| \| \| Letmathe–Fröndenberg \| \| \| \| \| vom Übergabebahnhof \| \| \| \| \| nach Iserlohn \| \| \| \| \| Westigerbach \| \| \| \| \| Bredenbruch \| \| \| \| 05,4 \| Bf. Ihmerterbach \| Bf. Ihmerterbach \| \| \| 06,7 \| Bf. Ihmert \| Bf. Ihmert \| \| \| 07,5 \| Tütebelle \| Tütebelle \| \| \| \| Elfenfohren \| 414 m \| \| \| 10,6 \| Evingsen \| Evingsen \| \| \| \| von Springen \| \| \| \| 11,6 \| Abz. Springen \| Abz. Springen \| \| \| \| von Dahle \| \| \| \| 12,1 \| Pleuger \| 270 m \| \| \| \| nach Altena \| \| |                       |                      |                      |
| Strecke (außer Betrieb) |                       | von Hemer            | von Hemer            |
| Bahnhof (Strecke außer Betrieb) | 00,0                  | Westig Klb           | 233 m                |
| Bahnhof (Strecke außer Betrieb) | 00,2                  | Westig Bhf           | Westig Bhf           |
| Kreuzung (Strecken außer Betrieb) |                       | Letmathe–Fröndenberg | Letmathe–Fröndenberg |
| Abzweig geradeaus und von links (Strecke außer Betrieb) |                       | vom Übergabebahnhof  | vom Übergabebahnhof  |
| Abzweig geradeaus und nach rechts (Strecke außer Betrieb) |                       | nach Iserlohn        | nach Iserlohn        |
| Haltepunkt / Haltestelle (Strecke außer Betrieb) |                       | Westigerbach         | Westigerbach         |
| Haltepunkt / Haltestelle (Strecke außer Betrieb) |                       | Bredenbruch          | Bredenbruch          |
| Bahnhof (Strecke außer Betrieb) | 05,4                  | Bf. Ihmerterbach     | Bf. Ihmerterbach     |
| Bahnhof (Strecke außer Betrieb) | 06,7                  | Bf. Ihmert           | Bf. Ihmert           |
| Bahnhof (Strecke außer Betrieb) | 07,5                  | Tütebelle            | Tütebelle            |
| Haltepunkt / Haltestelle (Strecke außer Betrieb) |                       | Elfenfohren          | 414 m                |
| Bahnhof (Strecke außer Betrieb) | 10,6                  | Evingsen             | Evingsen             |
| Abzweig geradeaus und von links (Strecke außer Betrieb) |                       | von Springen         | von Springen         |
| Bahnhof (Strecke außer Betrieb) | 11,6                  | Abz. Springen        | Abz. Springen        |
| Abzweig geradeaus und von links (Strecke außer Betrieb) |                       | von Dahle            | von Dahle            |
| Bahnhof (Strecke außer Betrieb) | 12,1                  | Pleuger              | 270 m                |
| Strecke (außer Betrieb) |                       | nach Altena          | nach Altena          |

| Streckenlänge: | 8,0 km                |                         |                         |
| Spurweite: | 1000 mm (Meterspur)   |                         |                         |
| Stromsystem: | 700 V, später 600 V = |                         |                         |
| Maximale Neigung: | 71 ‰                  |                         |                         |
| |                       |                         |                         |
| \| \| 00,0 \| Dahle \| 360 m \| \| \| \| Bhf Kohlhage \| \| \| \| \| Fuleck \| \| \| \| \| Bf Herberg \| \| \| \| \| von Westig \| \| \| \| 2,7 \| Pleuger \| 270 m \| \| \| 3,3 \| Steinwinkel \| Steinwinkel \| \| \| 4,5 \| Rettelsiepen \| Rettelsiepen \| \| \| 6,2 \| Nette \| Nette \| \| \| \| Markaner \| \| \| \| 7,7 \| Altena (Ende PV) \| 155 m \| \| \| \| Regelspur vom Bf Altena \| \| \| \| 8,0 \| Linscheid (Altena Klb) \| Linscheid (Altena Klb) \| |                       |                         |                         |
| Kopfbahnhof Streckenanfang (Strecke außer Betrieb) | 00,0                  | Dahle                   | 360 m                   |
| Bahnhof (Strecke außer Betrieb) |                       | Bhf Kohlhage            | Bhf Kohlhage            |
| Haltepunkt / Haltestelle (Strecke außer Betrieb) |                       | Fuleck                  | Fuleck                  |
| Haltepunkt / Haltestelle (Strecke außer Betrieb) |                       | Bf Herberg              | Bf Herberg              |
| Abzweig geradeaus und von rechts (Strecke außer Betrieb) |                       | von Westig              | von Westig              |
| Bahnhof (Strecke außer Betrieb) | 2,7                   | Pleuger                 | 270 m                   |
| Bahnhof (Strecke außer Betrieb) | 3,3                   | Steinwinkel             | Steinwinkel             |
| Bahnhof (Strecke außer Betrieb) | 4,5                   | Rettelsiepen            | Rettelsiepen            |
| Bahnhof (Strecke außer Betrieb) | 6,2                   | Nette                   | Nette                   |
| Bahnhof (Strecke außer Betrieb) |                       | Markaner                | Markaner                |
| Bahnhof (Strecke außer Betrieb) | 7,7                   | Altena (Ende PV)        | 155 m                   |
| Abzweig geradeaus und von links (Strecke außer Betrieb) |                       | Regelspur vom Bf Altena | Regelspur vom Bf Altena |
| Kopfbahnhof Streckenende (Strecke außer Betrieb) | 8,0                   | Linscheid (Altena Klb)  | Linscheid (Altena Klb)  |

Während die älteren Strecken zwischen Hohenlimburg und Hemer nebst Abzweigungen durchweg als Straßenbahn konzessioniert waren, begann 1913 der Bau des Kleinbahnnetzes Westig – Ihmert – Altena – Dahle, das einen besonderen Betriebszweig bildete und als nebenbahnähnliche elektrisch betriebene Kleinbahn konzessioniert war. Hiervon ist in Westig noch der Betriebshof mit anderweitiger Nutzung vorhanden.

## Weitere Entwicklung
Aufgrund der Spurweite auf der Kleinbahnstrecke Westig–Ihmert kamen ab November 1914 ab dem Güterübernahmebahnhof Westig Rollwagen zum Einsatz. Die Rollwagen verfügten nicht über eine durchgehende Bremse, weshalb etwa jeder zweiten Rollwagen mit einem Bremser besetzt war. Die Bremser saßen auf dem Rollwagen unter dem Regelspurwagen. In der Regel durften nur bis zu vier Rollwagen in einem Zug verkehren, nach anderer Quelle gezogen fünf, geschoben drei, und im steilsten Abschnitt beim Wechsel zwischen Nette- und Ihmerttal nur einer. Wegen der Steigung waren an Ladegleisen manchmal Schlaufen gelegt, um die Rollwagen dort befestigen zu können. Die Höchstgeschwindigkeit der Güterzüge betrug bei der Talfahrt 10 km/h, in Kurven nur 6 km/h, nach anderer Quelle unabhängig von der Fahrtrichtung in vier engen Ortsdurchfahrten 6 km/h, sonst 12 km/h. Die Normalspurwagen waren mit Feststellklötzen auf dem Rollwagen gesichert, diese Feststellklötze mussten gelegentlich während der Fahrt festgezogen werden.

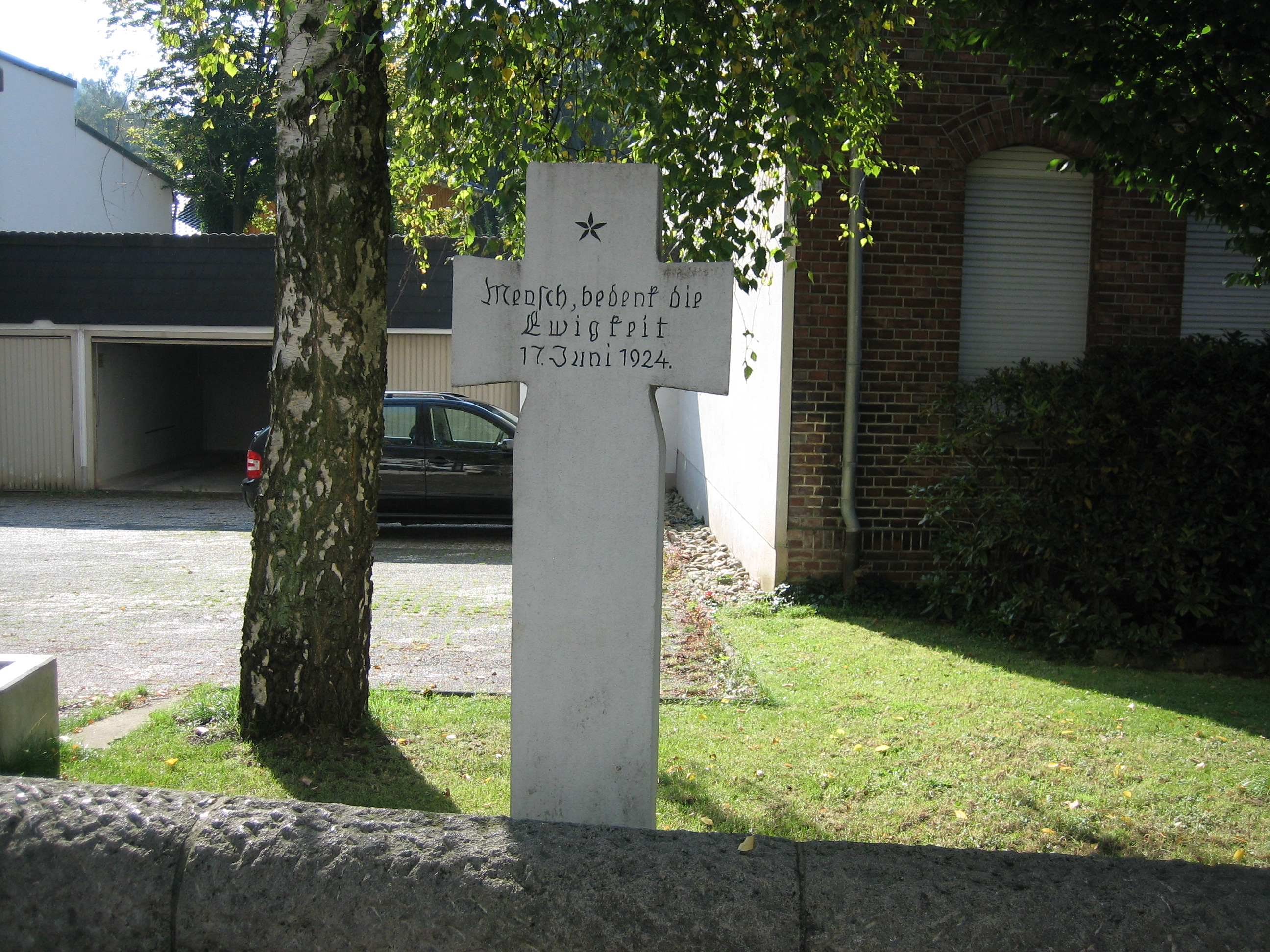
Steinkreuz zur Erinnerung an das Unglück 1924

Am 17. Juni 1924 verunglückte in der Grüne eine Bahn auf abschüssiger Strecke der Düsingstraße (Strecke Iserlohn–Letmathe). Bei diesem schwersten Straßenbahnunfall der deutschen Geschichte starben 26 Menschen, davon 24 Fahrgäste. Daraufhin wurde für die Bergabfahrten eine neue Strecke mit geringerer Steigung am Berghang entlang der Igelstraße gebaut, die später in der Umgehungsstraße für den Ortsteil Grüne aufging.
Ende 1927 hatte das Gesamtnetz mit einer Länge von 48,34 km seine größte Ausdehnung erreicht, im Geschäftsjahr 1928/1929 wurden 240.045 Tonnen an Gütern befördert. Aber nur wenige Jahre später folgten die ersten wesentlichen Stilllegungen. Waren 1921 nur zwei kurze Teilstücke von Einsal nach Helbeck (0,5 Kilometer) und von Niederhemer nach Höcklingsen (ein Kilometer) eingestellt worden, so legte man 1933 einen fast vier Kilometer langen Streckenabschnitt von Evingsen nach Ihmert, nach anderer Quelle nur bis Tütebelle, wegen seiner kurvenreichen Steilstrecken still. Die Strecke nach Dahle war seit 1927 über Altena mit der Reichsbahn verbunden. Im Jahr 1933 wurde auch der gesamte Personenverkehr auf dem Kleinbahnnetz zwischen Westig, Altena und Dahle aufgegeben; er musste allerdings kriegsbedingt 1939/40 – soweit möglich – wieder bedient werden. Zwischen Tütebelle und Evingsen war die Strecke allerdings bereits abgebaut worden.
Zwischen dem 11. und dem 16. April 1945 wurde der Verkehr durch die Alliierten eingestellt. Nachdem der Betrieb wieder vollständig aufgenommen wurde, unterhielt man insgesamt sechs Linien. Diese Linien wurden zwischen Mai 1952 und Dezember 1959 vollständig eingestellt. Der Güterverkehr wurde noch einige Zeit aufrechterhalten, im Geschäftsjahr 1960/1961 noch 133.699 Tonnen an Gütern befördert. Da die vom Landesstraßenbauamt geforderte Verlegung der Kleinbahn aus dem Straßenplanum heraus nicht finanzierbar war, beantragte die IK 1962 die Entbindung von der Betriebspflicht. In Westig erfolgte die Betriebseinstellung zum 24. Januar 1964, im Nettetal fuhr am 15. Dezember 1964 der letzte Zug zwischen Altena und Steinwinkel. Die Daten werden in der Literatur nicht immer übereinstimmend angegeben.
Die Iserlohner Kreisbahn unterhielt seit 1924 auch einen umfangreichen Omnibusbetrieb. Der Busverkehr ging 1975 an die Märkische Verkehrsgesellschaft (MVG) über. Zu diesem Zeitpunkt waren 135 Fahrzeuge auf einem Streckennetz von 420 km Länge im Einsatz.

## Einstellung des Personenverkehrs
| Datum              | Abschnitt                                                                   | Bemerkung                   |
| ------------------ | --------------------------------------------------------------------------- | --------------------------- |
| 20. Oktober 1915   | * Iserlohn – Iserlohn Rathaus                                               |                             |
| 1921               | * Einsal – Helbecke und * Niederhemer – Höcklingsen                         |                             |
| 1930               | * Nachrodt – Einsal                                                         |                             |
| 11. September 1935 | * Tütebelle – Pleuger                                                       |                             |
| Mai/Juni 1952      | * Iserlohn – Iserlohnerheide                                                |                             |
| 1. Mai 1955        | * Sundwig – Deilinghofen                                                    |                             |
| 1. November 1955   | * Westig – Tütebelle                                                        | auch 1933–1939 eingestellt  |
| 1956               | * Hemer – Niederhemer                                                       |                             |
| 1. Juli 1956       | * Altena – Pleuger – Dahle                                                  | auch 1933–1940 eingestellt  |
| 13. Mai 1959       | * Hohenlimburg – Iserlohn                                                   | z. T. 1936–1940 eingestellt |
| 10. Juni 1959      | * Iserlohn – Buchenwäldchen * Westig – Hemer Amt und * Abzweig nach Sundwig |                             |
| 31. Dezember 1959  | * Buchenwäldchen – Westig und * Grüne –Nachrodt                             |                             |

## Einstellung des Güterverkehrs
| Datum                    | Abschnitt                        |
| ------------------------ | -------------------------------- |
| 1933                     | Tütebelle – Springerweg          |
| 1934                     | Pleuger – Springerweg – Springen |
| 4. August 1958           | Steinwinkel – Dahle              |
| 31. Juli 1959            | Grüne – Nachrodt                 |
| 30. April 1959           | Iserlohn – Iserlohnerheide       |
| 15. Juli/16. August 1963 | (Westig –) Giese – Tütebelle     |
| 24. Januar 1964          | Westig – Giese                   |
| 15. Dezember 1964        | Altena – Steinwinkel             |

## Die Iserlohner Güterbahn GmbH
Nachdem die Westfälische Kleinbahnen AG schon seit 1916 in Iserlohn Güter mit Rollschemeln auf Straßenbahngleisen befördert hatte, begann die Stadt Iserlohn 1924 eine eigene Güterbahn zu bauen. Sie sollte das städtische Gaswerk und weitere Industriebetriebe bedienen. Sie wurde 1927 bis zur Iserlohnerheide verlängert und war insgesamt 4,6 km lang.
Die am 13. März 1925 gegründete Iserlohner Güterbahn GmbH überließ die Betriebsführung, für die eine Akku- und eine E-Lok sowie zwölf Rollwagen zur Verfügung standen, den städtischen Betriebswerken. Die Beförderungsleistungen blieben stets bescheiden. Bereits am 1. Oktober 1929 wurde ein Vertrag geschlossen, nach dem die Güterbahn auf die Westfälischen Kleinbahnen AG überging. Im April des Kriegsjahres 1940 begann auf der Güterbahn auch die Personenbeförderung, die im Mai 1952 wieder eingestellt wurde. Am 30. April 1959 endete hier auch der Güterverkehr.

## Fahrzeugpark
Zur Betriebseröffnung erhielt die Bahn vier vierachsige und 24 zweiachsige Triebwagen, außerdem 15 zweiachsige Beiwagen. Auch sie waren von der Actiengesellschaft Electrizitätswerke entworfen und von der Firma Busch in Bautzen hergestellt worden. Die Fahrzeuge befriedigten allerdings nicht. Sie bekamen den Spitznamen Kummer-Kisten. 22 Triebwagen erhielten darum neue Fahrgestelle von der Düsseldorfer Waggonfabrik, vorm. Weyer, 17 auch neue AEG-Motoren. Nachdem die Triebwagen der ersten Generation abgefahren waren, wurden ab 1922 24 Triebwagen neu beschafft, die dem RWE-Einheitstyp entsprechen. Die Triebwagen mit den Nummern 5–28 blieben bis zum Ende des Personenverkehrs im Einsatz. Daneben gab es noch eine Vielzahl gebraucht gekaufter Triebwagen, darunter ab 1950 auch sechs ehemalige Schweizer Triebwagen (zwei vierachsige Triebwagen der Wetzikon–Meilen-Bahn und vier zweiachsige Triebwagen der Strassenbahn St. Gallen), die statt über Magnetschienenbremsen über eine Druckluftbremse verfügten und von daher nur beschränkt einsatzfähig waren.
Neben dem Personennahverkehr hatte der Güterverkehr einen ganz entscheidenden Anteil am Betrieb der Iserlohner Kreisbahn. Dies äußerte sich in der Tatsache, dass die Gesellschaft bis zu 82 Rollwagen für den Transport normalspuriger Güterwagen besaß. Die Anzahl der schmalspurigen Elektrolokomotiven betrug 11, hinzu kamen fünf, nach anderer Quelle vier normalspurige, zweiachsige E-Loks für den Übergabeverkehr an die Reichsbahn beziehungsweise an die Deutsche Bundesbahn in Grüne, Iserlohn, Westig und Altena. Acht schmalspurige Lokomotiven kamen in den Jahren 1913 (2), 1922 (2), 1924 (1) und 1926 (3) fabrikneu von AEG, eine von Herbrand 1917 gebraucht von der Bahnstrecke Ittersbach–Pforzheim die letzten beiden 1927 bzw. 1929 von BBC (elektrischer Teil) und Jung (mechanischer Teil), wobei alle Loks bis auf die Nr. 11 vierachsig waren, sich aber in Gewicht und Motorleistung unterschieden. Die 1922 und 1926 gebauten Lokomotiven 4 bis 9 waren vom AEG Typ Letmathe.
Die Anzahl der eingesetzten Triebwagen fluktuierte im Laufe der Zeit erheblich, als Maximum werden 56 Triebwagen für das Jahr 1925 angegeben.